# 慶祚
慶祚（けいそ、天暦7年（953年）- 寛仁3年12月22日（1020年1月19日））は、平安時代中期の天台宗の僧。俗姓は中原氏。阿闍梨。智者として知られ、三井寺を興隆させた。後世、三井大阿闍梨、龍雲坊先徳と呼ばれる。

## 経歴
天暦元年（947年）、天暦7年（953年）あるいは天暦9年（955年）に生まれる。『元亨釈書』と三井寺の「伝法灌頂血脈譜」には父は大外記中原師元（1109-1175）とあるが、誤伝と考えられる。
天徳2年（958年）出家し、園城寺の余慶について天台教学を学ぶ。他に、禅耀と千観に学び、顕密に博達した。正暦2年12月13日（992年1月20日）、灌頂。
正暦4年（993年）7月または8月10日、比叡山から円珍の門徒が追放され、慶祚は比叡山から大雲寺へ移った。この後、大雲寺では学解が隆盛した。9月15日、八所明神を大雲寺から三井寺に勧請した。
正暦5年（994年）、園城寺南院に微妙寺を建立した。他に尾蔵寺を創建しており、尾蔵寺には慶祚の御影堂があった。
『元亨釈書』によれば、長徳（995-999）の初めに大雲寺から三井寺へ移ったという。しかしながら、慶祚は長徳5年に大雲寺で「法華竜女成仏権実疑難」を執筆している。一方で『三井往生伝』によれば寛仁元年（1017年）に三井寺へ移ったとある。しかしながら、『小右記』長和4年（1015年）閏6月8日には、「勅命に云はく（中略）三井寺に罷り、慶祚に相逢ひ（後略）」とあり、すでに三井寺にいたことになる。
慶祚は三井寺で龍雲坊を造営し、そこに住んだ。慶祚来たことで、三井寺には学者が四方からやってきて、三井寺は盛んになったという。
長徳3年（997年）3月19日、皇后宮藤原遵子の戒師を務める。
長保元年（999年）正月、「法華竜女成仏権実疑難」を著す。北宋の沙門源清が太平興国2年（977年）に著し、長徳3年に日本に輸入された「法華竜女成仏権実義」を「愚蒙」であると非難するものであり、山門寺門の智者へのこれらの輸入書を論破せよという詔を受けて執筆されたものである。
同年11月1日、病悩する昌子内親王の加持祈祷を行う。12月5日、昌子内親王の葬儀で、光明真言を読む。
長保3年（1001年）2月、源成信と藤原重家が三井寺にて出家した。『今鏡』『古事談』『発心集』では、慶祚がこれに立ち会ったとしており、住谷伊代子もこれを事実とみている。『今鏡』『発心集』によれば、慶祚は二人は「名高」い身なのだから、出家は「便無」いことであると剃髪を拒否したが、二人は自分で髪を剃ってしまい、慶祚も許したという。
長保4年（1002年）、覚運と院源の竜宮は変わるのか変わらないのかという論争の正邪を決した。このことで、有力者から師と目された。
寛弘4年（1007年）3月19日、師・余慶の諡号の賀に出席した。
長和4年（1015年）閏6月9日、久しく隠居の身ながら、勅によって三条天皇から、眼病平癒祈念の尊星王図絵を開眼供養せよと頼まれた。
寛仁元年（1017年）10月29日の円珍忌に法華十講を行い、「碩学堅義」という試験を創始した。この時、鹿が堂内を走り回る騒ぎがあり、藤原道長が早退するということがあった。『元亨釈書』によれば、慶祚は鹿について「豈に出世の佳祥にあらざらんや」といったというが、『小右記』等には見えない。
寛仁3年（1019年）9月、行願寺の多宝塔上層の大塔が他の塔は12戸であるのに、この塔には8戸しかないことが問題となった。慶祚は経文は戸の数を記さず、未だ定説もないので、これを先例としても謗られないだろうと意見した。
同年12月4日、病を得た慶祚を見舞った藤原公任には「危急の人」には見えなかったものの、「今日を過ぎることも難しいだろう」と慶祚は語った。翌朝、藤原教通が、慶祚が極楽に行く夢を見た。果たして12月22日戌時、龍雲坊にて遷化した。滋賀県大津市の長等公園内にある微妙寺の旧地には慶祚阿闍梨入定窟が残されている。
長西『浄土憑依懇経論章疏目録』によれば「西方要観」または「阿弥陀観私記」の著作がある（写本により異なる）。

## 弟子
永円（えいえん、980年 - 1044年）

行円（ぎょうえん）

源泉（げんせん、977年 - 1054年）

悟円（ごえん、951年 - 1041年）

助慶（じょけい、? - 1063年）
碩学で、随心院または慧心院に住む。偏に後世を求めて念仏読経し、愁いは伝法探義のことで後輩が群集することのみであった。康平6年6月12日（1063年7月10日）没。
心誉（しんよ、971年 - 1029年）

千算（せんざん、978年 - 1057年）
穆算入室。慶祚付法弟子。一乗寺長松房主、梨本、園城寺別当、千手院。天喜2年（1054年）5月29日法橋。5年2月19日（1057年3月26日）入滅。
明尊（めいそん、971年 - 1063年）

大雲寺の「当寺名哲之系図」では、弟子として永円、源泉、心誉、任円、智円、忠命、慶縁、定基、良秀、行円、恒久、寿増、芳盛が挙げられる。

## 人物と評価
- もし中毒死すれば、最期に念仏が唱え難いと考え、キノコを食べなかった[42]。
- 頼瑜（1226-1304)『薄草子口決』によれば、慶祚は毎日、阿弥陀行法をしていた。最期には体が思うようにならなかったため、弟子の行円にしてもらった。行円が持仏堂に入ると、そこには地蔵菩薩があった。行円は不審に思い、阿弥陀法を修した後、慶祚に尋ねた。慶祚は地蔵と阿弥陀は一体であるといったという[43]。
- 増賀[19]や源信との交流の伝承がある[44]。
  - 比叡山にて慶祚と寛印が論議することになった際、源信は弟子の寛印に「あちらには慶祚がいる。おそらく話を潤色するから、油断するな」と語った[45]。
  - 一方で、慶祚と源信は、互いに死んだら告げ合おうと約束し、果たして、源信が死んだとき、慶祚は「我是極楽」との声を聴いたともいう[46]。
- 大江匡房は「天下の一物」の一人に挙げている[47]。
- 住谷伊代子は「慶祚は、徳が高く純粋な道心の持ち主であるとともに、体制加担者的な面もあった」としている[48]。

## 伝記
- 虎関師錬『元亨釈書』巻4
- 『三井往生伝』
- 『寺門伝記補録』巻15
- 高泉性潡『東国高僧伝』巻4
- 卍元師蛮『本朝高僧伝』巻10